# Bukovanský mlýn
Bukovanský mlýn v obci Bukovany, vzdálené přibližně pět kilometrů od města Kyjova v okrese Hodonín, je rozhledna v podobě větrného mlýna. Lopatky mlýna však nejsou poháněny větrem, nýbrž je pohání motor. Kromě funkce rozhledny slouží stavba jako muzeum s expozicí slovácké vesnice 19. století a galerie, v dolní části mlýna je krbovna pronajímaná pro společenské akce a obchodní jednání. Rozhledna byla postavena a otevřena v roce 2004, investorem byl podnikatel a mecenáš Josef Kouřil z Kyjova, který je stále majitelem rozhledny. Majitelem a provozovatelem hotelově-zážitkového areálu je Region, spol.sr.o., vlastněná podnikatelem Romanem Šikutou. 
Poloha v nadmořské výšce 325 m n. m. spolu s výškou stavby 15 metrů poskytuje výborné podmínky pro výhled. Lze zhlédnout Chřiby, Bílé Karpaty a při dobré viditelnosti rovněž 110 km vzdálený kopec Devínská Kobyla v Bratislavě.

## Fotogalerie

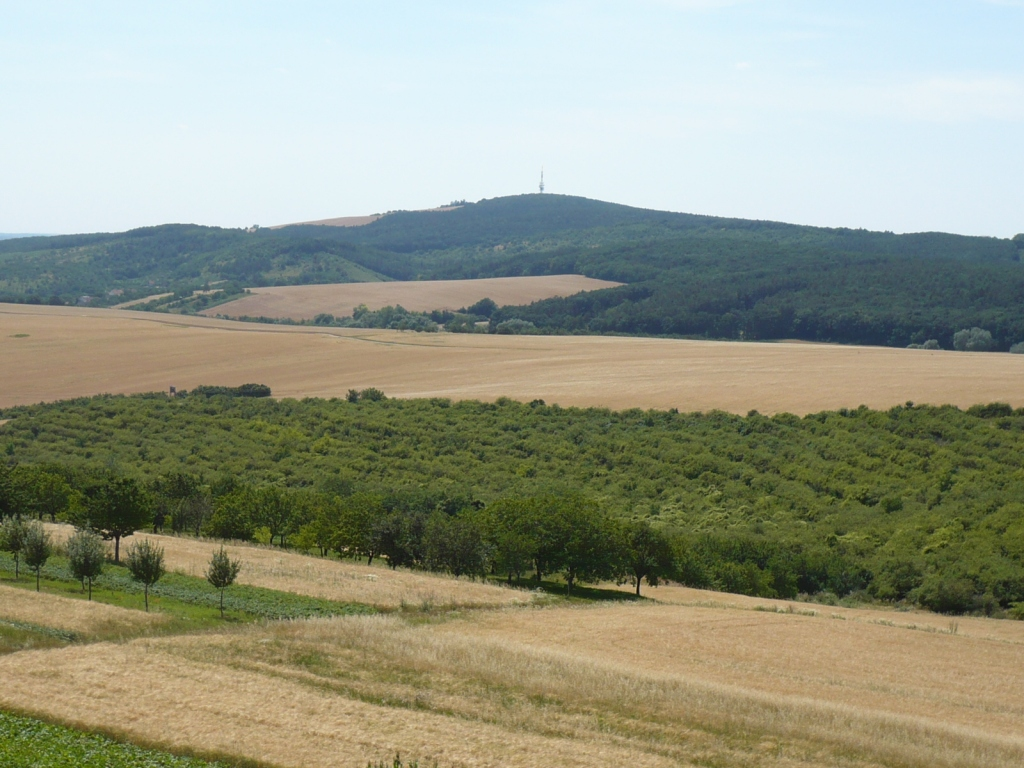
Výhled z rozhledny
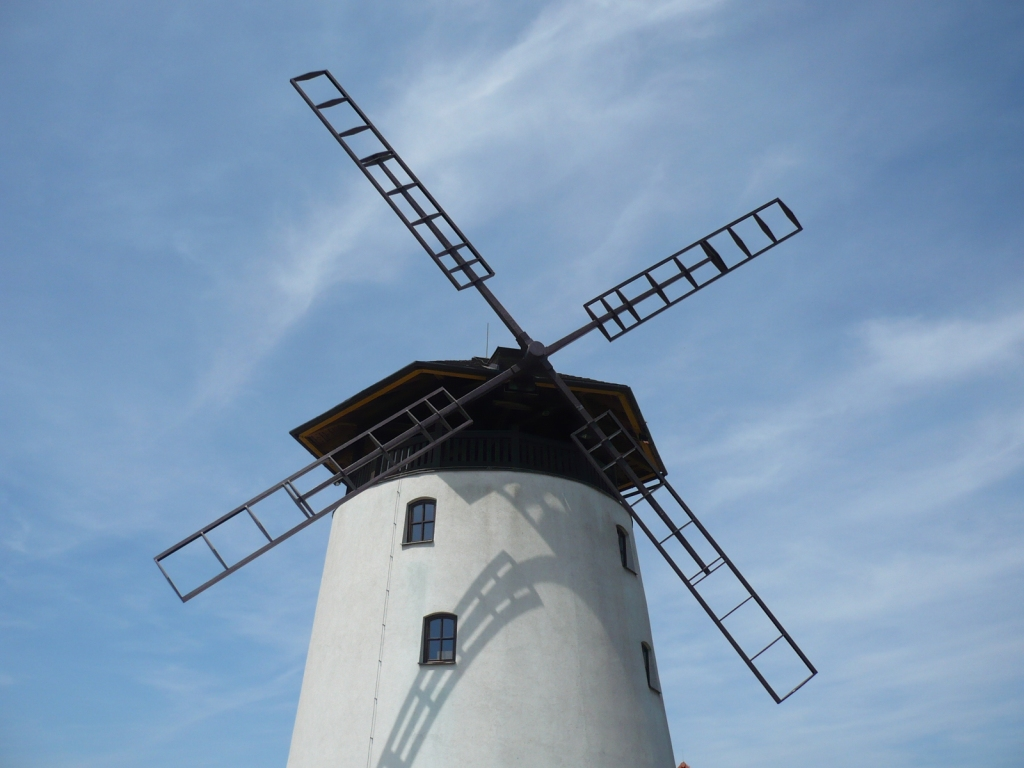
Detail ochozu
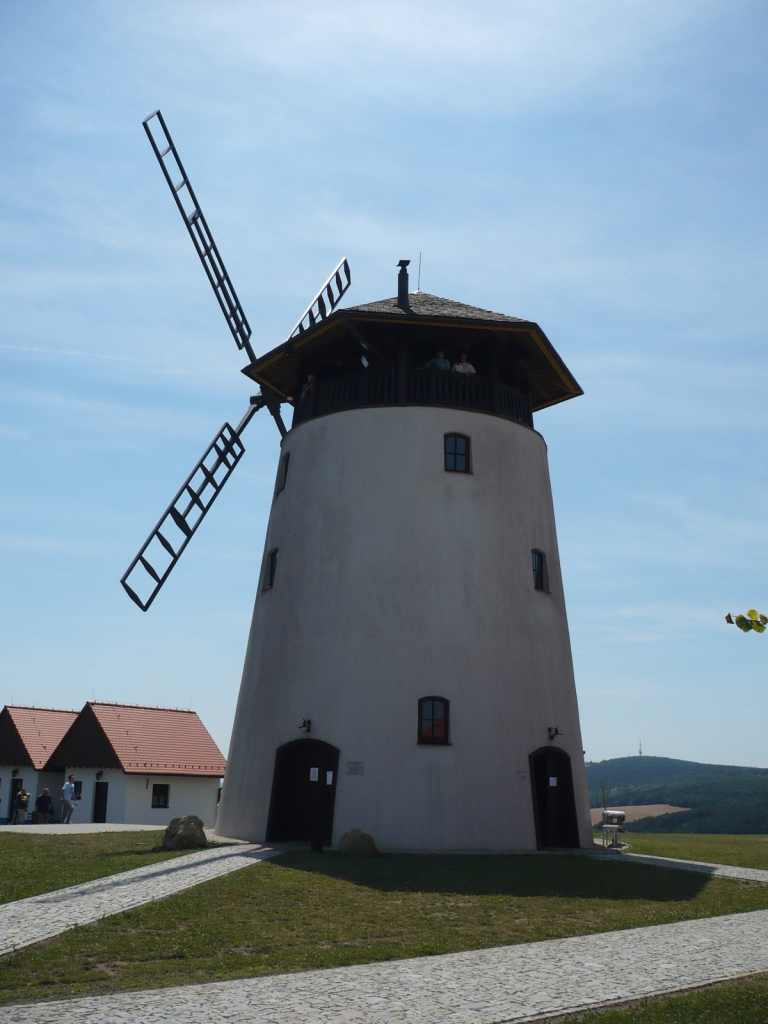
Pohled zezadu